# Absolver
Absolver est un jeu vidéo de type action-RPG développé par Sloclap et édité par Devolver Digital, sorti en 2017 sur Windows ,PlayStation 4 et Xbox one.
C'est le premier jeu de ce studio fondé en 2015 par d'anciens développeurs de l'équipe parisienne d'Ubisoft Paris.

## Système de jeu

Système de combat en action

## Accueil
- Game Informer : 6,8/10[2]
- GameSpot : 8/10[3]
- IGN : 7,6/10[4]
- Jeuxvideo.com : 16/20[5]
- Polygon : 8,5/10[6]